# آدم بن عبدالعزیز
آدم بن عبدالعزیز (نسب: آدم بن عبدالعزیز بن عمر، اموی) شاعر مخصرم عربی در سدهٔ دوم هجری بود که به شیفگی در شراب‌نوشی شهرت یافت. از کسانی بود که هنگامی امویان برافتادند به ابوالعباس سفاح در نبرد نزدیکی نهر ابی‌فُطرُس حمله برد. سفاح او را شکست داد اما بر او منت گذارد. سپس آدم به بغداد رفت. در ابتدای سکونتش در بغداد، وصف‌شده که بسیار در شراب‌خواری و «زندقه» زیاده‌روی کرد و حتی از سوی خلیفه بازداشته و تازیانه خورد. گویند پس از این توبه کرد و نزد مهدی جایگاهی یافت. او شاعری ظریف به‌ویژه در خمریات بود.